# Wocławy
Wocławy (niem. Wotzlaff) – wieś w Polsce położona w województwie pomorskim, w powiecie gdańskim, w gminie Cedry Wielkie na obszarze Żuław Gdańskich.
Wieś należąca do Żuław Steblewskich terytorium miasta Gdańska położona była w drugiej połowie XVI wieku w województwie pomorskim. W latach 1945–1998 miejscowość nieprzerwanie należała do województwa gdańskiego.
Miejscowość jest siedzibą parafii rzymskokatolickiej, należącej do dekanatu Żuławy Steblewskie w archidiecezji gdańskiej. Pierwotna parafia katolicka powstała w XIV w., wraz z lokacją wsi na prawie niemieckim, jednak w XVI w. została ona przejęta przez protestantów. Druga parafia katolicka w Wocławach istniała w latach 1868-1945, natomiast obecna, erygowana w 1982 r., jest już trzecią z kolei.

## Historia

### Wocławy w średniowieczu

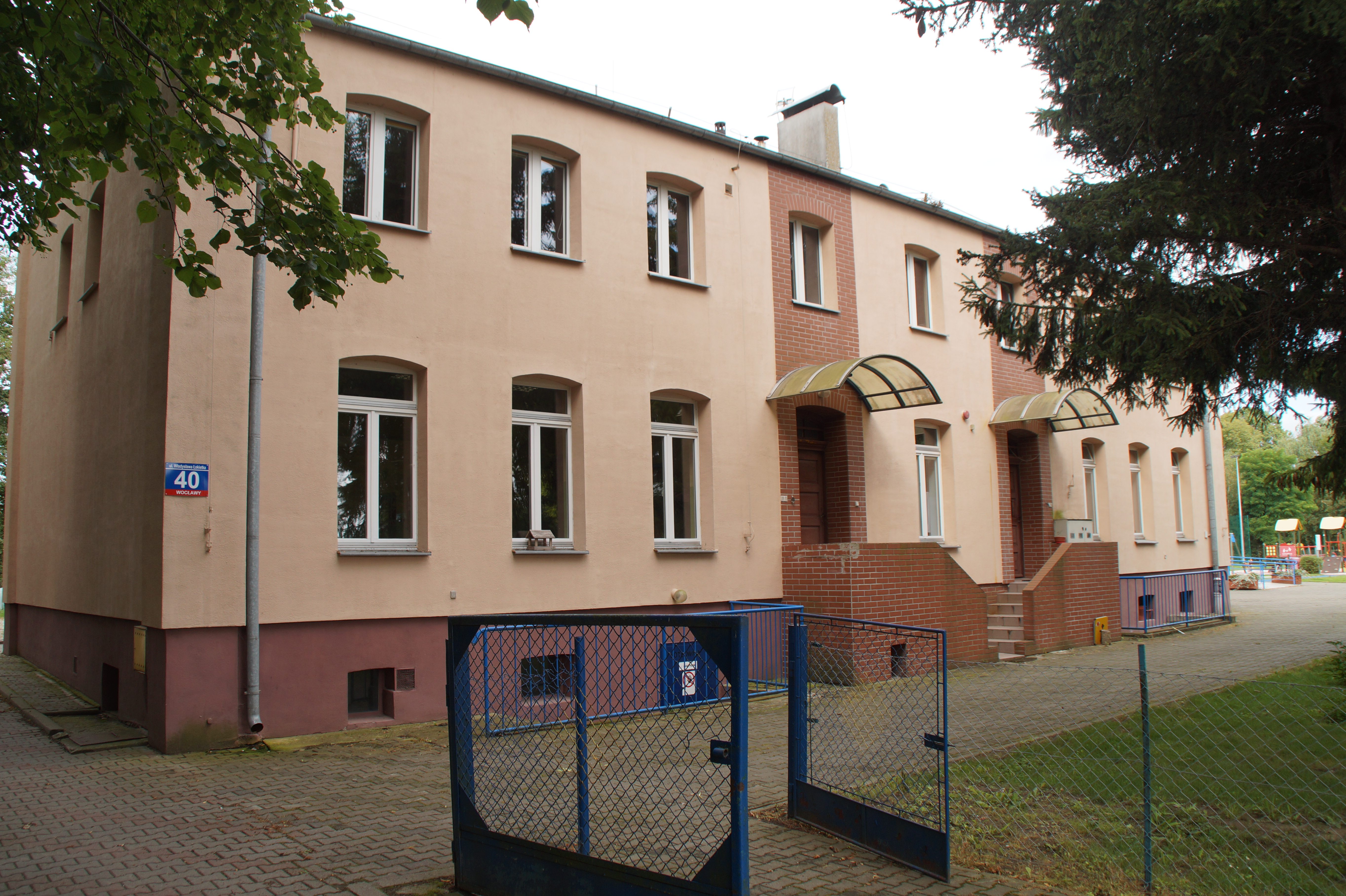
Dawna plebania parafii katolickiej w Wocławach (istniejącej w latach 1868-1945), przebudowana po 1945 r. na szkołę podstawową.

Pierwsza wzmianka źródłowa o wsi Wocławy znajduje się w dokumencie wystawionym 31 maja 1308 r. w Krakowie przez księcia polskiego Władysława Łokietka dla kasztelana tczewskiego Jakuba i podkomorzego tczewskiego Jana, synów kasztelana gdańskiego Unisława. W przywileju tym książę Władysław przekazał im 9 wsi położonych na „wyspie” pomiędzy Motławą i Wisłą. Z tekstu dokumentu z 1310 r. wynika, że bracia Jan i Jakub odziedziczyli je po swoim ojcu Unisławie i stryju Andrzeju, a ci z kolei otrzymali je od księcia gdańskiego Mściwoja II (zm. 1294), prawdopodobnie już w latach 70. XIII w. Być może założono je właśnie w tym czasie, na ziemi podarowanej Unisławowi i Andrzejowi przez księcia Mściwoja, ale równie dobrze mogły one istnieć już kilkanaście czy nawet kilkadziesiąt lat wcześniej.
Dwa lata później, 18 lutego 1310 r. w Malborku, bracia Jan i Jakub odsprzedali swoje posiadłości zakonowi krzyżackiemu, który w międzyczasie, tj. w latach 1308-1309, odebrał Pomorze Gdańskie Łokietkowi. Nazwy wymienionych w owych dokumentach 9 wsi nie są dzisiaj jednoznaczne, jednak według kompetentnych badaczy można je identyfikować z następującymi współczesnymi osadami: Osice (w 1310 r. Osycze, do 1945 r. niem. Wossitz), Stanisławowo (Sonowo, niem. Schönau), Wocławy (Oteslawe, niem. Wotzlaff), Trutnowy (Uthatino, niem. Trutenau), Wiślina (Wislina, niem. Hochzeit) i Bystra (Bystra, niem. Scharfenberg). Pozostałe trzy nazwy, tj. Siedlisko, Vruti i Ostrow, uważa się za nazwy osad, które w okresie krzyżackim uległy zaginięciu, czyli że ich grunty zostały wchłonięte przez inne okoliczne wsie.
Z przytoczonych wyżej danych wynika, że praktycznie cała południowo zachodnia część Żuław Gdańskich, aż po linię biegnącą ukośnie przez Bystrą, Trutnowy i Giemlice, została skolonizowana już w drugiej połowie XIII w., a w każdym razie przed rokiem 1308, czyli przed opanowaniem tych terenów przez zakon krzyżacki. Wśród tych pierwszych słowiańskich osad były również dzisiejsze Wocławy, których współczesna nazwa jest efektem nowożytnej polonizacji nazwy niemieckiej, a ta z kolei późnośredniowiecznej germanizacji pierwotnej nazwy słowiańskiej. Według historyków i językoznawców pochodzi ona od nazwy osobowej, czyli staropolskiego imienia Ocięsław, które mógł nosić jej pierwszy właściciel lub założyciel, być może pochodzenia rycerskiego.
Zakon wykupywał lepszą ziemię z rąk właścicieli prywatnych po to, żeby zakładać na niej wsie kolonistów osadzonych na prawie niemieckim, które przynosiły mu stały wysoki dochód w postaci czynszów pieniężnych. W przypadku Wocław do nowej lokacji wsi na prawie niemieckim doszło za czasów wielkiego mistrza krzyżackiego Lutra z Brunszwiku, sprawującego swój urząd w latach 1331-1335. Niestety, dokument przywileju lokacyjnego nie zachował się w oryginale, a jedynie w kopii sporządzonej w 1384 r. na polecenie wielkiego mistrza Konrada Zöllnera von Rotenstein (urzędującego w latach 1382-1390). Z dokumentu lokacyjnego wiadomo, że wieś Wocławy miała liczyć 60 włók i 7½ morgi gruntów, które powinny zostać zasiedlone według prawa chełmińskiego. Wsie na prawie niemieckim odróżniały się od tych na prawie polskim, tradycyjnym, przede wszystkim tym, że posiadały wewnętrzny samorząd, którego symbolem był urząd dziedzicznego, wolnego sołtysa. Sołtys, który pierwotnie był najczęściej również zasadźcą, czyli organizatorem kolonizacji wsi, miał prawo do 1/10 areału wsi wolnego od wszelkich czynszów i robocizn. W tym przypadku jego gospodarstwo liczyło zatem 6 łanów, co daje w sumie ok. 100 hektarów. Ważnym źródłem dodatkowego dochodu sołtysa były również kary sądowe, od których miał zwyczajowo prawo pobierać ⅓ dla siebie (drugą część zabierali Krzyżacy, a trzecia była zazwyczaj przeznaczana na potrzeby wsi). Uprawnienia sądownicze sołtysa dotyczyły tzw. sądownictwa niższego, czyli drobniejszych przewinień, które nie były zagrożone karami na ciele i życiu. Sądy sołtysie odbywały się w towarzystwie ławników, których wybierano spośród cieszących się zaufaniem i powagą gospodarzy. W sprawach poważniejszych oddawano wymiar sprawiedliwości w ręce krzyżackiego urzędnika, którym w tym wypadku mógł być wójt rezydujący w Grabinach-Zameczku lub jego bezpośredni zwierzchnik – komtur domowy malborski. Do gruntów uprzywilejowanych, tj. zwolnionych z podatków, należała również ziemia parafialna, która w Wocławach obejmowała 4 włóki, czyli ok. 67 ha.
Pozostałe 50 włók z areału przyznanego wsi dzielono między kolonistów, którzy byli zobowiązani płacić od każdej z nich po 1½ grzywny rocznego czynszu i 1 funt pieprzu (!) oraz odpracować rocznie 6 dni darmowego szarwarku. Ten ostatni, zwany w Polsce pańszczyzną, mógł polegać na wykonywaniu jakichś prac polowych na krzyżackim folwarku albo, na przykład, na skoszeniu, wysuszeniu i zwiezieniu do tegoż folwarku określonej liczby kop siana. Najbliższe gospodarstwa krzyżackie znajdowały się w Lędowie nad Motławą i w Grabinach-Zameczku. Oprócz obciążeń na rzecz zwierzchnika feudalnego, którym w tym przypadku była akurat instytucja kościelna, czyli Zakon Krzyżacki, chłopi z Wocław byli również zobowiązani do świadczeń na rzecz parafii i biskupa. Na dziesięcinę parafialną składał się jeden szefel żyta i szefel owsa od włóki, natomiast biskupowi trzeba było od tej samej włóki zapłacić rocznie pół wiardunku w monetach. Dziesięcina pieniężna była wygodniejsza w zbieraniu i przewożeniu od zbożowej, ponieważ Pomorze Gdańskie wraz z Żuławami Gdańskimi, mimo przejęcia go przez Krzyżaków w 1308 r., nadal – tak jak za czasów panowania książąt czy królów polskich – podlegało władzy biskupów kujawskich, rezydujących we Włocławku.
Określony w przywileju areał gruntów chłopskich, tj. ok. 50 włók (po odliczeniu ziemi sołtysiej i kościelnej), czyli ok. 840 ha, był wartością maksymalną, która nie od razu musiała zostać zasiedlona przez nowych osadników. Wskutek różnych klęsk, np. wojen czy powodzi, mogło też dochodzić do przejściowego zmniejszenia liczby włók uprawnych i powstania tzw. pustek, czyli włók niezagospodarowanych. Być może z tych właśnie względów w 1415 r. odnotowano, że wieś miała tylko 17 włók uprawnych, natomiast w 1534 r., według danych kościelnych, obsadzonych było tylko 22 włók.
Na miejscowych chłopach, podobnie jak na wszystkich innych poddanych zakonu, nie wyłączając miast i dóbr kościelnych, ciążyły również pewne powinności wojskowe. W przypadku Wocław nie mamy na to bezpośrednich dowodów źródłowych, jednak poprzez analogie do sytuacji w innych wsiach żuławskich można stwierdzić, że sołtys był wprawdzie zwolniony ze zwyczajnych chłopskich podatków, ale w zamian za to, podobnie jak rycerze, musiał zapewne stawiać się konno i z własnym wyposażeniem wojskowym do walki na każde wezwanie Krzyżaków. Do służby wojskowej byli również pociągani także inni chłopi ze wsi, przy czym polegało to głównie na dostarczaniu wozów, czyli służbie taborowej, oraz pracy fizycznej przy budowie i naprawie zamków, ewentualnie także zbrojnej służbie pieszej.

Z dokumentu wystawionego w 1405 r. przez wójta krzyżackiego w Grabinach, dotyczącego sprzedaży przez miejscowego chłopa prawa do pobierania rocznego czynszu szpitalowi Św. Ducha w Gdańsku, dowiadujemy się, że sołtysem w Wocławach był wówczas niejaki Mikołaj (Niclos) Balaw, a pozostali gospodarze wzmiankowani w dokumencie to Hanke Tilke, Jacob Schroter, Borchart Nagelz i Andris Kirstans. Dwa lata później, przy okazji podobnych transakcji sprzedaży czynszu szpitalowi gdańskiemu, wzmiankowani byli z kolei następujący chłopi z Wocław: Heinrich Szame (sołtys), Petir Drewis, Petir Klette, Petir Lemken, Niclos Specht, Tydeman Balaw. Jeśli przyjmiemy, że w całych Wocławach było wówczas nie więcej niż ok. 10 gospodarzy, to mamy tutaj prawdopodobnie niemal pełną listę wszystkich ówczesnych dużych właścicieli ziemskich w tej miejscowości. Sądząc zarówno po imionach, jak i nazwiskach, byli oni wszyscy potomkami niemieckich kolonistów, którzy przybyli na Żuławy dopiero w połowie XIV w., czyli po lokacji wsi na prawie niemieckim. 

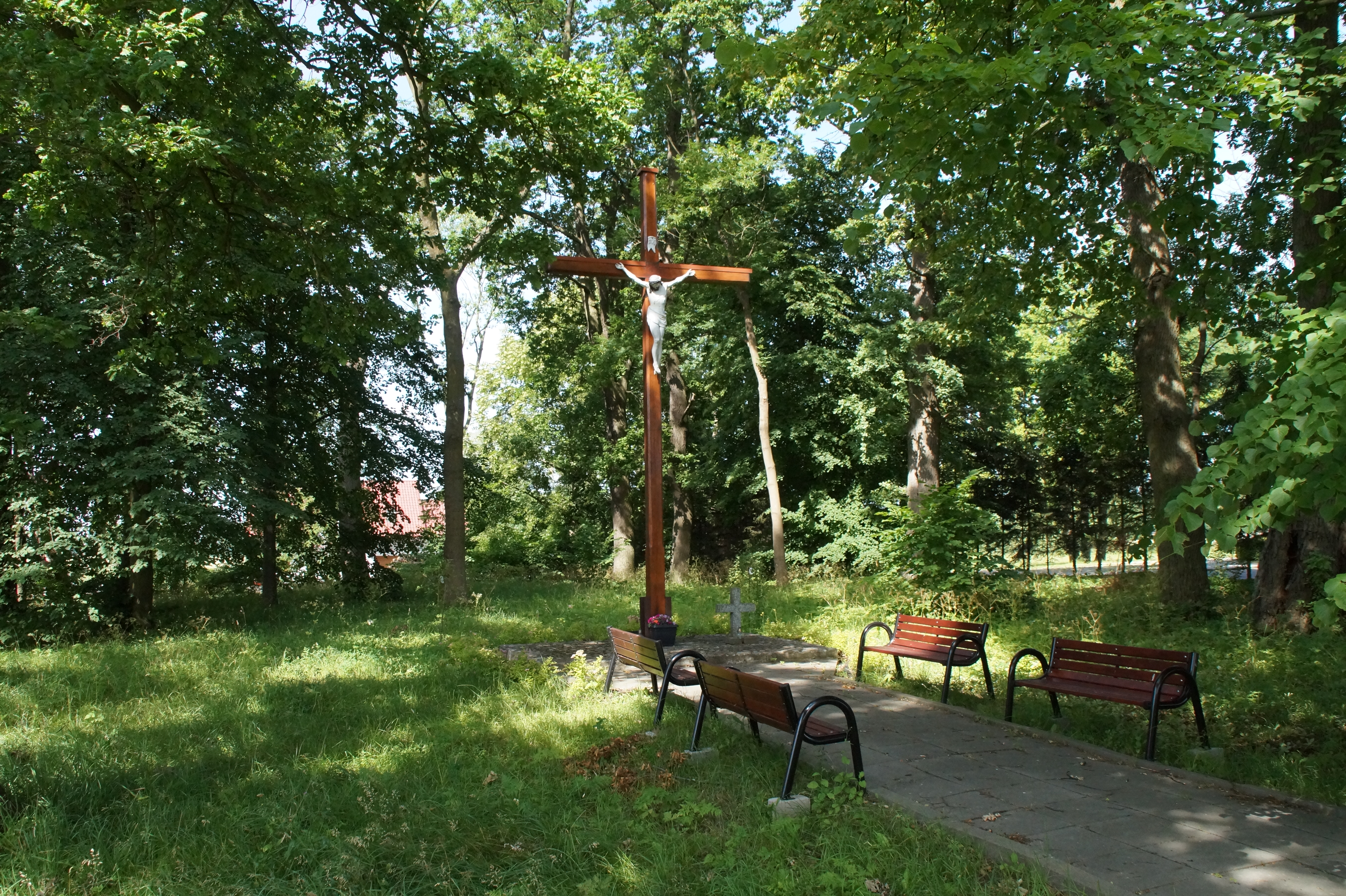
Dawny cmentarz katolicki w Wocławach, sporadycznie użytkowany jeszcze po 1945 r., na którym stał neogotycki kościół pw. św. św. Piotra i Pawła, rozebrany po 1945 r.

### Parafia katolicka w XIX-XX w.
W latach 1868–1945 w Wocławach istniała parafia rzymsko-katolicka pw. św. Piotra i Pawła, założona głównie dla posługi duszpasterskiej wśród rozproszonych po okolicznych wsiach (zdominowanych od XVI w. przez ludność luterańską) polskich i kaszubskich robotników rolnych. Siedzibą parafii był neogotycki kościół parafialny, rozebrany po 1945 r., po którym pozostał nie użytkowany obecnie cmentarz. Obok kościoła znajdowała się plebania, przebudowana po 1945 r. na szkołę podstawową (tę funkcję pełni do dzisiaj). Ostatnim przedwojennym proboszczem tej parafii w latach 1927-1939 był ks. Bernard Wiecki, działacz polskiego ruchu narodowego w Wolnym Mieście Gdańsku, aresztowany przez policję gdańską 1 września 1939 r., osadzony w KL Stutthof i zamordowany prawdopodobnie 11 stycznia 1940 r.

## Zabytki
Według rejestru zabytków NID na listę zabytków wpisana jest ruina kościoła parafialnego pw. św.św. Piotra i Pawła z poł. XIV, nr rej.: 489 z 7.02.1974.
Ruiny gotyckiego kościoła poewangelickiego wzmiankowanego w 1384. Wzniesiony z cegły jako budowla bazylikowa, trójnawowa, z masywną wieżą od zachodu. W 1729 w znacznej części zniszczony przez pożar. Odbudowany siedem lat później w skromniejszej postaci, w obrębie dawnej nawy głównej. W tym samym czasie dostawiono górną kondygnację wieży, przykrytą blaszanym hełmem. Budynek ten częściowo uległ zniszczeniu podczas II wojny światowej w 1945 i od tego czasu pozostaje w ruinie.
W murach od strony zachodniej relikty schodów tunelowych na wyższą kondygnację. Na terenie przykościelnym znajdują się płyty nagrobne przeniesione z posadzki kościoła, a także zadbana, autentyczna stela mennonicka z Wróblewa z 1739 r.